# Amorphochelus micheli
Amorphochelus micheli är en skalbaggsart som beskrevs av Marc Lacroix 1997. Amorphochelus micheli ingår i släktet Amorphochelus och familjen Melolonthidae. Inga underarter finns listade i Catalogue of Life.